# Jan Blahoslav Kozák

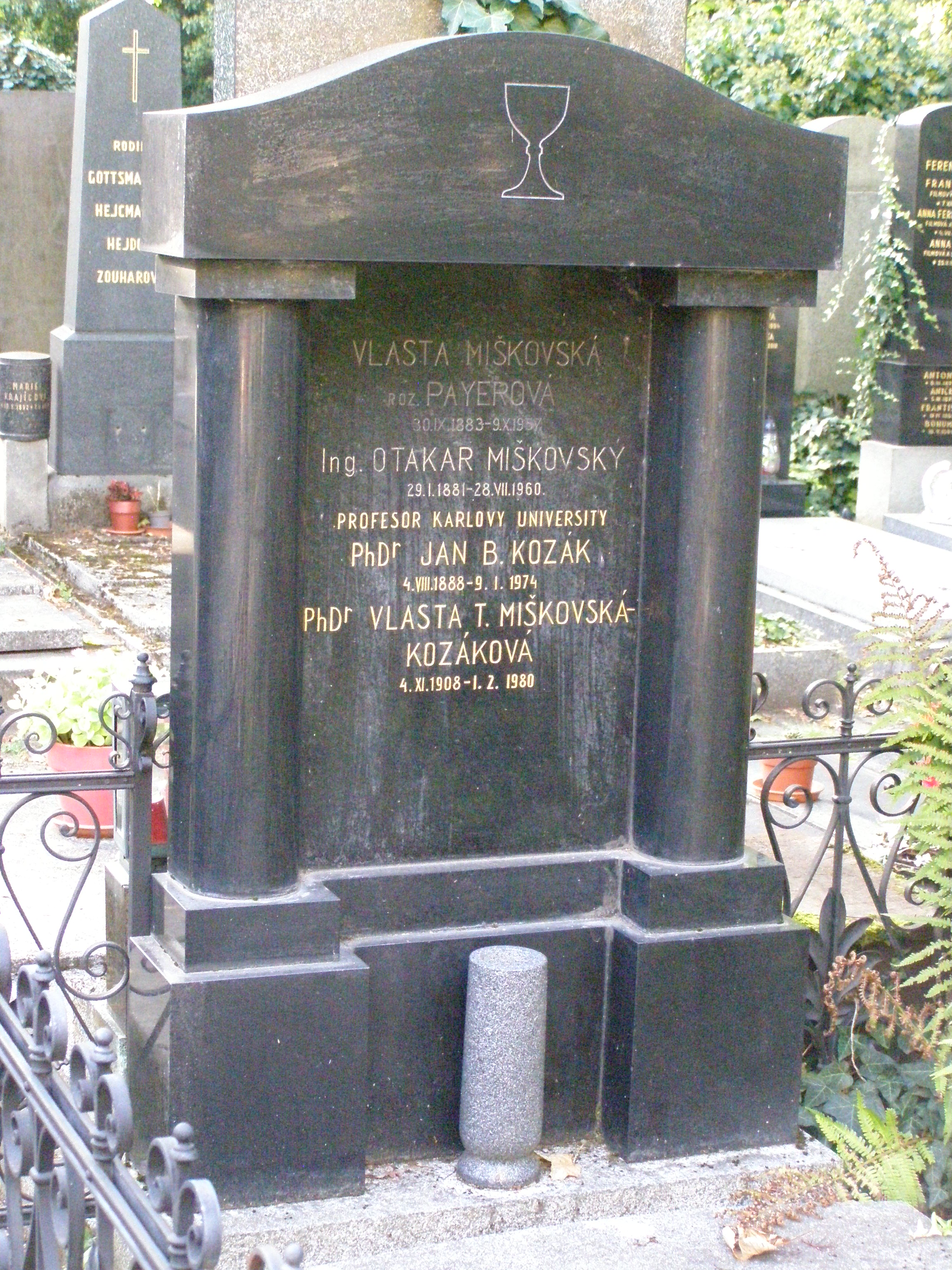
Hrob prof. Jana Blahoslava Kozáka v Praze na Malvazineckém hřbitově

Jan Blahoslav Kozák nebo též jen Jan Kozák (4. srpna 1888 Čáslav – 9. ledna 1974 Praha), byl český profesor dějin filosofie, protestantský teolog, evangelický duchovní a politik. Publikoval v oboru filosofie, etiky a náboženství, překládal z angličtiny, francouzštiny a italštiny. Zároveň byl koncem 30. let 20. století poslancem Národního shromáždění za Československou stranu národně socialistickou. Jeho starším bratrem byl architekt Bohumír Kozák.

## Život
Jan Blahoslav Kozák byl syn faráře evangelického reformního sboru v Čáslavi Františka Kozáka a jeho manželky Zdeňky, rozené Císařové. Roku 1906 maturoval na gymnáziu v Čáslavi, poté studoval teologii a filosofii na univerzitách v Bonnu, Edinburghu, Vídni a Halle. V roce 1915 získal na Filosofické fakultě Univerzity Karlovy doktorát filosofie obhájením disertační práce Sóma pneumatikon – helenistické prvky v paulinismu.
Na to v letech 1910–1914 působil jako profesor na evangelickém učitelském ústavu v Čáslavi a pak jako evangelický vikář (1914–1918, od 1. ledna 1919 mimo církevní službu), poté byl až do roku 1920 profesorem němčiny a angličtiny na obchodní akademii v Kolíně. V letech 1920–1926 byl profesorem na Československé obchodní akademii v Praze. Současně se roku 1921 na Univerzitě Karlově habilitoval, získal docenturu pro obory logika, metodologie a noetika (habilitační spis Zákon ekonomisace životních funkcí a jeho důsledky pro teorii logickou), v roce 1926 si habilitaci rozšířil na dějiny filosofie a v 1927 byl jmenován mimořádným, v roce 1933 řádným profesorem na filosofické fakultě Univerzity Karlovy, kde (s výjimkou válečných let 1939–1945) přednášel do roku 1958. V roce 1937 (17. dubna) byl také zvolen mimořádným členem České akademie věd a umění.
Angažoval se i politicky. Ve 20. letech 20. století měl blízko k okruhu intelektuálů okolo Inocence Arnošta Bláhy, který se pokusil neúspěšně obnovit Pokrokovou stranu z počátku 20. století. V roce 1930 působil v programové komisi národních socialistů. V parlamentních volbách v roce 1935 získal poslanecké křeslo v Národním shromáždění. Poslanecký post si oficiálně podržel do zrušení parlamentu roku 1939, přičemž v prosinci 1938 ještě přestoupil do poslaneckého klubu nově ustavené Národní strany práce.
Druhou světovou válku přežil v emigraci ve Spojených státech amerických. Po válce se navrátil z emigrace a stal se děkanem filosofické fakulty. Roku 1946 se stal předsedou přípravného výboru organizace Kulturní jednota, která měla slučovat československé umělce a intelektuály. Po uvěznění jeho syna komunisty (již před 25. 2. 1948) mu byla v první poúnorové schůzi v roce 1948 vnucena nevděčná úloha přečíst návrh akčního výboru na vyloučení studentů, kteří chtěli na Pražském hradě 25. února 1948 manifestovat proti komunistickému puči.

## Dílo

### Česky psaná díla
- KOZÁK, Jan Blahoslav. Síla a vzdor: hra o čtyřech dějstvích. Praha: V. Neubert a synové, 1921. 58 s.
- KOZÁK, Jan Blahoslav. O otázce náboženské. Kdyně: Okresní sbor osvět, 1922. 57 s.
- KOZÁK, Jan Blahoslav. Essay o vědě a víře: příspěvek k problému náboženskému. Praha: Gustav Voleský, 1924. 152 s.
- KOZÁK, Jan Blahoslav. Křesťanství a jeho vývoj. Praha: Svaz národního osvobození, 1924. 61 s.
- KOZÁK, Jan Blahoslav. Masaryk filosof. Praha: Svaz národního osvobození, 1925. 75 s.
- KOZÁK, Jan Blahoslav. Filosofické a mravní pozadí Husova kacířství. Praha: Svaz národního osvobození, 1925. 152 s.
- KOZÁK, Jan Blahoslav. Naše pokrokovost a Řím. Praha: Svaz národního osvobození, 1925. 139 s.
- KOZÁK, Jan Blahoslav. Ježíš ve víře a skepsi. Praha: Melantrich, 1929. 209 s.
- Masarykova práce: sborník ze spisů, řečí a projevů prvního presidenta československé republiky. Příprava vydání Kozák, Jan Blahoslav. Praha: Státní nakladatelství, 1930. 337 s.
- KOZÁK, Jan Blahoslav. Přítomný stav etiky. Praha: Dědictví Komenského, 1930. 229 s.
- KOZÁK, Jan Blahoslav. V boji o duchovní hodnoty. Praha: Čin, 1930. 177 s.
- KOZÁK, Jan Blahoslav. Masaryk jako ethik a náboženský myslitel. Praha: Slovanský ústav, 1931. 61 s.
- KOZÁK, Jan Blahoslav; DRATVOVÁ, Albína; FISCHER, Josef. Filosofie a školy. Praha: Čin, 1933. 100 s.
- KOZÁK, Jan Blahoslav. Pravda a víra u Emanuela Rádla. Praha: nákladem vlastním, 1934. 47 s.
- KOZÁK, Jan Blahoslav. Proslovy k neviděným. Praha: Svaz národního osvobození, 1935. 210 s.
- KOZÁK, Jan Blahoslav. RUP a kongres bruselský. Praha: nákladem vlastním, 1936. 19 s.
- KOZÁK, Jan Blahoslav. Úvahy. Praha: Svaz národního osvobození, 1938. 218 s.
- KOZÁK, Jan Blahoslav. Věda a duch. Praha: Jan Laichter, 1938. 328 s.
- KOZÁK, Jan Blahoslav; ČEP, Tomáš; JAROSLAV, Kříženecký. O vědeckém a filosofickém díle Emanuela Chalupného. Praha: Melantrich, 1938. 47 s.
- KOZÁK, Jan Blahoslav. Rooseveltova Amerika. Praha: Sociologický kruh, 1946. 53 s.
- KOZÁK, Jan Blahoslav. Noetika: přednášky podle zápisu z r. 1932. Praha: Spolek posluchačů filosofie, 1947.
- KOZÁK, Jan Blahoslav. O lidu a lidech. Praha: Vladimír Žikeš, 1948. 202 s.
- KOZÁK, Jan Blahoslav. Podle cesty. Praha: Pokrok, 1948. 381 s.
- KOZÁK, Jan Blahoslav. T. G. Masaryk a vznik Washingtonské deklarace v říjnu 1918. Praha: Melantrich, 1968. 116 s.